# Carry On My Way
Albums de SPEED
Rise
(29 avril 1998) Bridge
(27 nov. 2003)
Compilations par SPEED
Moment
(16 déc. 1998) Dear Friends 1
(29 mars 2000)
Lives par SPEED
Memorial Live
(19 déc. 2001)
Singles
1. Precious Time
Sortie : 17 février 1999
2. Breakin' Out to the Morning
Sortie : 19 mai 1999
3. Long Way Home
Sortie : 3 novembre 1999

Carry On My Way (écrit : Carry On my way) est le troisième album original de SPEED.

## Présentation
L'album, écrit, composé et produit par Hiromasa Ijichi, sort le 22 décembre 1999 au Japon sur le label Toy's Factory, dans un boitier spécial (boitier de CD rangé dans un boitier cartonné avec un dépliant de photos en supplément). Il sort vingt mois après le précédent album original du groupe, Rise ; entre-temps était cependant sortie la compilation Moment un an auparavant. Il est alors présenté comme l'ultime album original du groupe, dont la séparation définitive était prévue trois mois plus tard (il se reformera en fait à plusieurs reprises par la suite, avec de nouvelles sorties).
Comme les précédents, l'album atteint la 1re place du classement des ventes de l'Oricon, et reste classé pendant douze semaines, se vendant à un million et demi d'exemplaires. Il restera le 4e album le plus vendu du groupe, derrière les trois albums sortis les années précédentes, et son dernier album à se classer numéro 1.
L'album contient quatorze titres, dont quatre déjà parus sur les trois précédent singles du groupe sortis dans l'année : Precious Time, Breakin' Out to the Morning, et Long Way Home (avec Confusion en troisième titre) ; la dernière chanson-titre est cependant remaniée sur l'album. Les chansons-titres des trois singles figureront aussi sur les compilations d'adieu Dear Friends 1 et Dear Friends 2 qui sortiront trois mois plus tard, et seront également ré-enregistrées pour l'album de reprise Speedland de 2009 de même que la chanson Snow Kiss également issue de l'album Carry On My Way. Les chansons-titres des deux singles les ayant précédé, Alive et All My True Love sortis en 1998 après le précédent album Rise, ne figurent donc pas sur l'album mais étaient déjà parues sur la compilation Moment.

## Liste des titres
Toutes les chansons sont écrites et composées par Hiromasa Ijichi, arrangées par Yasutaka Mizushima.
| 1.  | Carry On My Way (Carry On my way)                         |                               | 5:16 |
| 2.  | Aoi Regret (蒼いリグレット)                               |                               | 5:36 |
| 3.  | Long Way Home (Album Edit)                                | 11e single (version remaniée) | 5:08 |
| 4.  | Deep Blue & Truth                                         |                               | 3:40 |
| 5.  | Luv Blanket                                               |                               | 5:06 |
| 6.  | Breakin' Out to the Morning (Breakin' out to the morning) | 10e single                    | 4:13 |
| 7.  | Snow Kiss                                                 |                               | 5:30 |
| 8.  | You Are the Moonlight (You are the moonlight)             |                               | 6:08 |
| 9.  | Lookin' for Love                                          |                               | 3:39 |
| 10. | Precious Time                                             | 9e single                     | 5:58 |
| 11. | Two of Us (Two of us)                                     |                               | 5:48 |
| 12. | Eternity                                                  |                               | 6:03 |
| 13. | Confusion                                                 | Troisième titre du 11e single | 3:48 |
| 14. | Don't Be Afraid (Don't be afraid)                         |                               | 3:46 |